# Bathypterois
Bathypterois – rodzaj ryb skrzelokształtnych z rodziny Ipnopidae. W języku polskim określane są nazwą bentozaury od synonimicznej nazwy Benthosaurus, pod którą były opisywane. Są przystosowane do życia na dużych głębokościach. Mają wydłużoną głowę z dużym otworem gębowym, szczątkowe oczy oraz wydłużone zewnętrzne promienie płetw brzusznych i dolne promienie płetwy ogonowej. Te wydłużone promienie są wykorzystywane do podpierania ciała ryby o dno oceanu, w oczekiwaniu na zdobycz.

## Klasyfikacja
Gatunki zaliczane do tego rodzaju:
| - Bathypterois andriashevi - Bathypterois atricolor - Bathypterois bigelowi - Bathypterois dubius - Bathypterois filiferus - Bathypterois grallator - Bathypterois guentheri - Bathypterois insularum - Bathypterois longicauda - Bathypterois longifilis | - Bathypterois longipes - Bathypterois mediterraneus - Bathypterois oddi - Bathypterois parini - Bathypterois pectinatus - Bathypterois perceptor - Bathypterois phenax - Bathypterois quadrifilis - Bathypterois ventralis - Bathypterois viridensis |

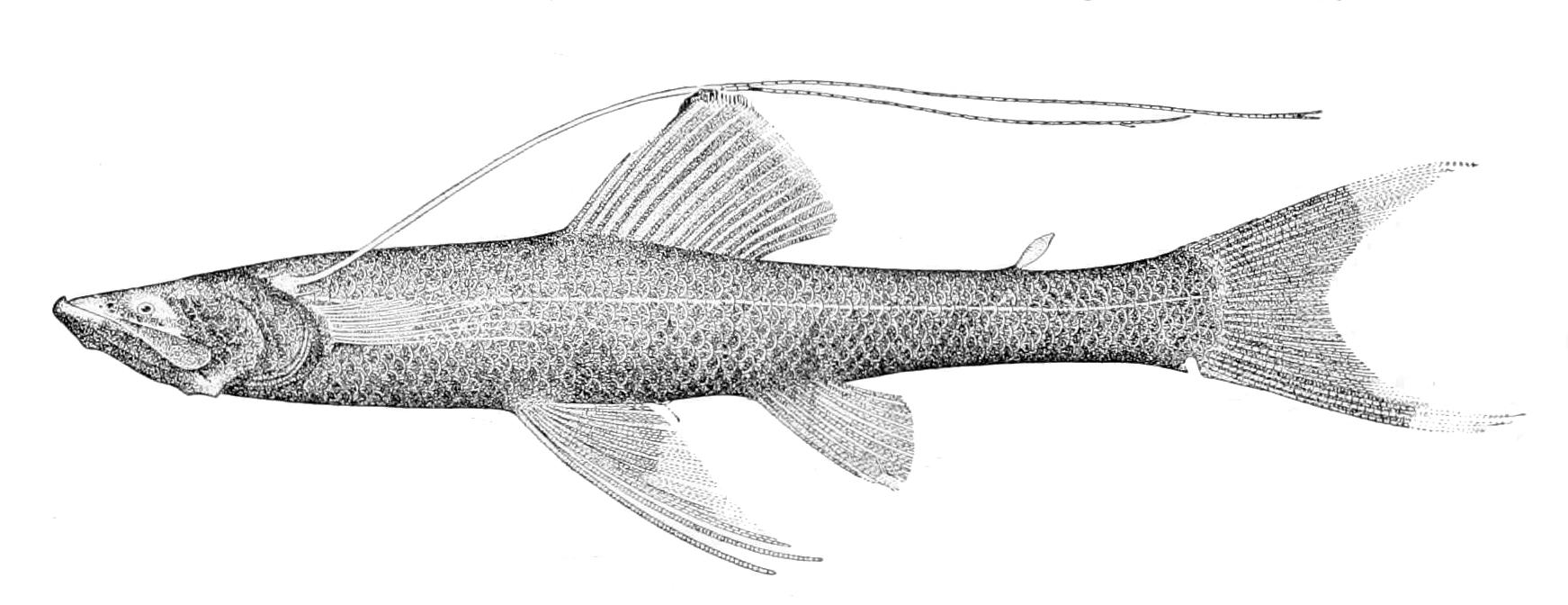
Bathypterois atricolor
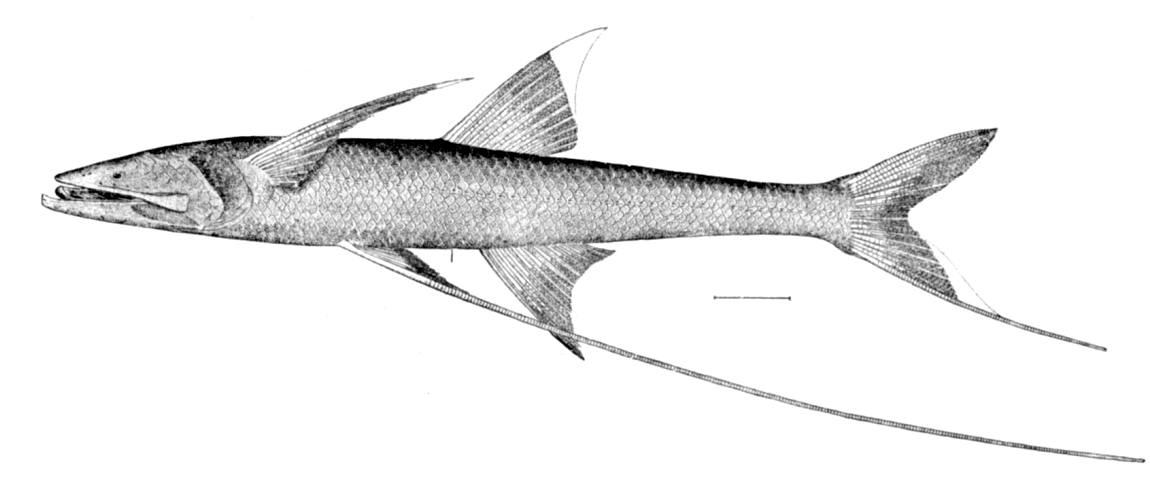
Bathypterois grallator
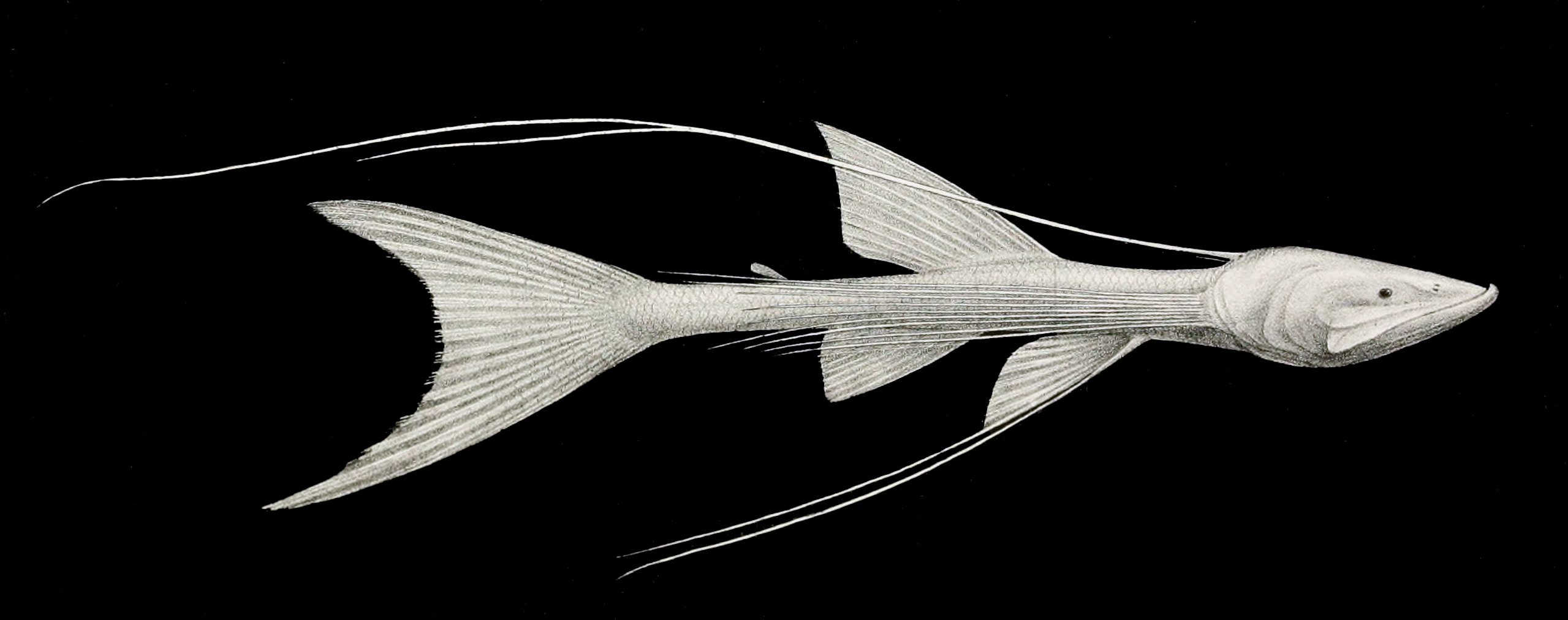
Bathypterois longicauda
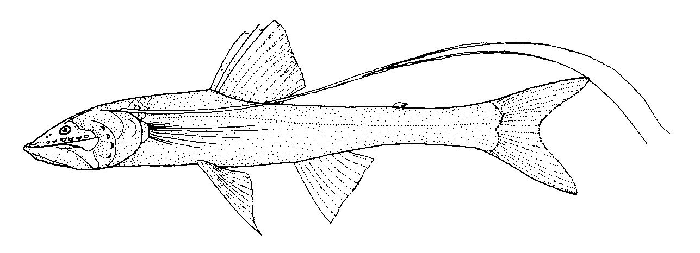
Bathypterois longifilis
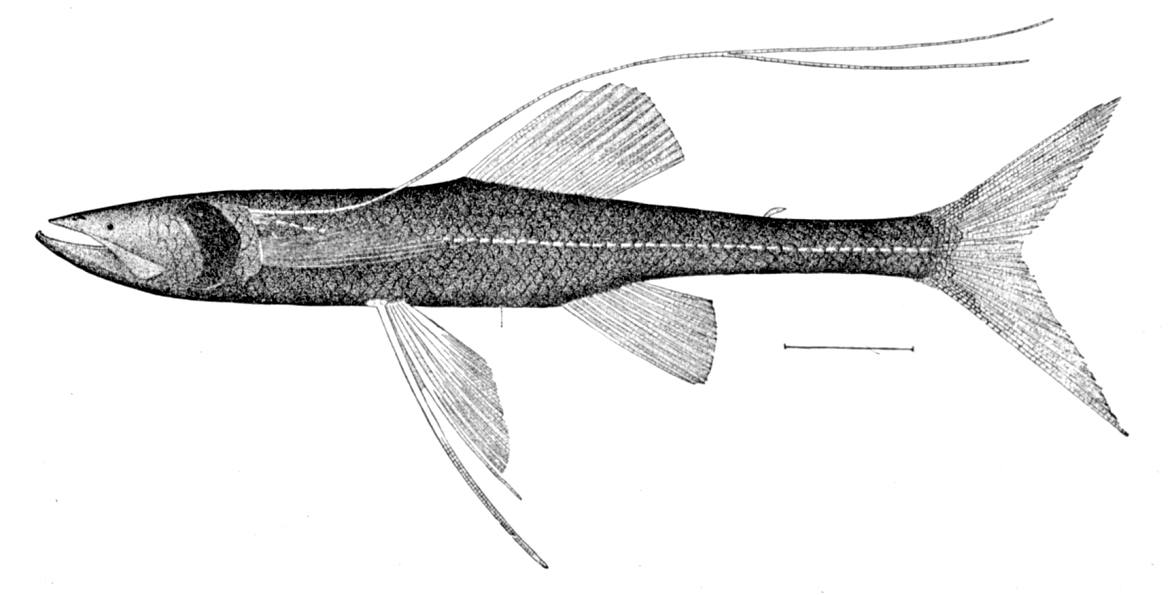
Bathypterois longipes
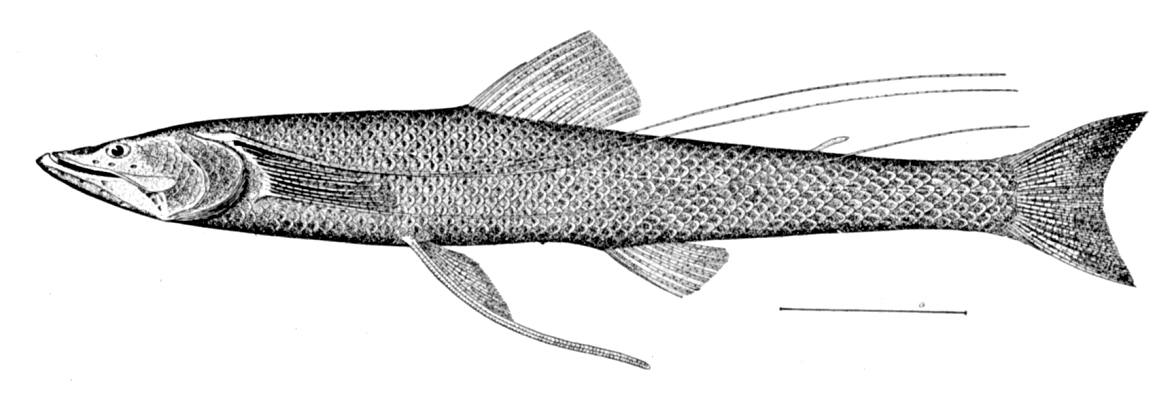
Bathypterois quadrifilis